# Лодыгинская
Лоды́гинская — деревня в Шенкурском районе Архангельской области России. Входит в состав муниципального образования «Усть-Паденьгское».

## География
Деревня расположена в южной части Архангельской области, в таёжной зоне, в пределах северной части Русской равнины, в 56 километрах на юго-запад от города Шенкурска, на левом берегу реки Паденьга, притока Ваги. Ближайший населённый пункт — деревня Деминская, находящаяся к югу от Лодыгинской, на противоположенном берегу Паденьги.
Часовой пояс
Лодыгинская, как и вся Архангельская область, находится в часовой зоне МСК (московское время). Смещение применяемого времени относительно UTC составляет +3:00.

## Население
| 2002 | 2010 | 2012 |
| ---- | ---- | ---- |
| 0    | →0   | ↗1   |

## История
Указана в «Списке населённых мест по сведениям 1859 года» в составе Шенкурского уезда (1-го стана) Архангельской губернии под номером «2063» как «Ладыгина(Лодыгинская,Пугинская)». Насчитывала 5 дворов, 22 жителя мужского пола и 28 женского.
В «Списке населенных мест Архангельской губернии к 1905 году» деревня Лодыгинская(Пугина) насчитывает 12 дворов, 44 мужчины и 56 женщин. В административном отношении деревня входила в состав Паденгского сельского общества Устьпаденгской волости.
На 1 мая 1922 года в поселении 16 дворов, 34 мужчины и 40 женщин.